# سامسونگ گلکسی ۵
سامسونگ گلکسی ۵ (انگلیسی: Samsung Galaxy ۵)که به نام های(Samsung i5500 Corby Smartphone و Samsung Europa) نیز شناخته می‌شود، که در ژوئن ۲۰۱۰ توسط سامسونگ معرفی و منتشر گردید. سیستم عامل آن اندروید و نسخه آن ۲٫۱ می‌باشد.

## ابعاد
ابعاد این گوشی ۱۲٫۳ * ۵۶ * ۱۰۸ میلی‌متر با وزن ۱۰۲ گرم با صفحه نمایش ۲٫۸ اینچ از نوع TFT با وضوح ۳۲۰ * ۲۴۰ پیکسل می‌باشد.

## مشخصات فنی
دوربین این گوشی ۲ مگاپیکسل با حداکثر ۱۲۰۰ * ۱۶۰۰ پیکسل ابعاد عکس می‌باشد. حافظه داخلی با ۱۷۰ مگابایت قابل افزایش حداکثر تا ۱۶ گیگابایت می‌باشد. از وای فای و بلوتوث و شبکهٔ همراه ۲جی نیز پشتیبانی می‌نماید.